# واندا سايكس
واندا سايكس (بالإنجليزية: Wanda Sykes)‏ هي كاتبة وممثلة وكوميدية أمريكية.

## روابط خارجية
- واندا سايكس على موقع IMDb (الإنجليزية)
- واندا سايكس على موقع روتن توميتوز (الإنجليزية)
- واندا سايكس على موقع ألو سيني (الفرنسية)
- واندا سايكس على موقع ميوزك برينز (الإنجليزية)
- واندا سايكس على موقع أول موفي (الإنجليزية)
- واندا سايكس على موقع قاعدة بيانات الأفلام السويدية (السويدية)
- واندا سايكس على موقع إن إن دي بي (الإنجليزية)
- واندا سايكس على موقع قاعدة بيانات الفيلم (الإنجليزية)
- واندا سايكس على موقع كينوبويسك (الروسية)